# Michaugues
Michaugues és un municipi francès, situat al departament del Nièvre i a la regió de Borgonya - Franc Comtat. L'any 2007 tenia 64 habitants.

## Demografia

### Població
El 2007 la població de fet de Michaugues era de 64 persones. Hi havia 32 famílies, de les quals 12 eren unipersonals (4 homes vivint sols i 8 dones vivint soles), 16 parelles sense fills i 4 parelles amb fills.
La població ha evolucionat segons el següent gràfic:
Habitants censats

### Habitatges
El 2007 hi havia 61 habitatges, 31 eren l'habitatge principal de la família, 21 eren segones residències i 9 estaven desocupats. 60 eren cases i 1 era un apartament. Dels 31 habitatges principals, 24 estaven ocupats pels seus propietaris, 5 estaven llogats i ocupats pels llogaters i 2 estaven cedits a títol gratuït; 2 tenien dues cambres, 7 en tenien tres, 9 en tenien quatre i 14 en tenien cinc o més. 25 habitatges disposaven pel capbaix d'una plaça de pàrquing. A 16 habitatges hi havia un automòbil i a 14 n'hi havia dos o més.

### Piràmide de població
La piràmide de població per edats i sexe el 2009 era:
| Homes | Edats   | Dones |
| ----- | ------- | ----- |
| 0     | 95 o +  | 0     |
| 0     | 90 a 94 | 12    |
| 0     | 85 a 89 | 16    |
| 8     | 80 a 84 | 12    |
| 8     | 75 a 79 | 12    |
| 20    | 70 a 74 | 4     |
| 12    | 65 a 69 | 16    |
| 8     | 60 a 64 | 12    |
| 4     | 55 a 59 | 0     |
| 16    | 50 a 54 | 12    |
| 8     | 45 a 49 | 8     |
| 8     | 40 a 44 | 4     |
| 4     | 35 a 39 | 8     |
| 8     | 30 a 34 | 0     |
| 8     | 25 a 29 | 4     |
| 0     | 20 a 24 | 8     |
| 4     | 15 a 19 | 4     |
| 8     | 10 a 14 | 8     |
| 4     | 5 a 9   | 8     |
| 0     | 0 a 4   | 0     |

## Economia
El 2007 la població en edat de treballar era de 39 persones, 29 eren actives i 10 eren inactives. De les 29 persones actives 28 estaven ocupades (15 homes i 13 dones) i 1 aturada (1 home). De les 10 persones inactives 6 estaven jubilades i 4 estaven classificades com a «altres inactius».
Activitats econòmiques
L'any 2000 a Michaugues hi havia 6 explotacions agrícoles que ocupaven un total de 333 hectàrees.

## Poblacions més properes
El següent diagrama mostra les poblacions més properes.